# Macrobiotus longipes
Macrobiotus longipes är en djurart som tillhör fylumet trögkrypare, och som beskrevs av Mihelcic 1971. Macrobiotus longipes ingår i släktet Macrobiotus och familjen Macrobiotidae. Arten är reproducerande i Sverige. Inga underarter finns listade i Catalogue of Life.